# Plittersche (Naturschutzgebiet)

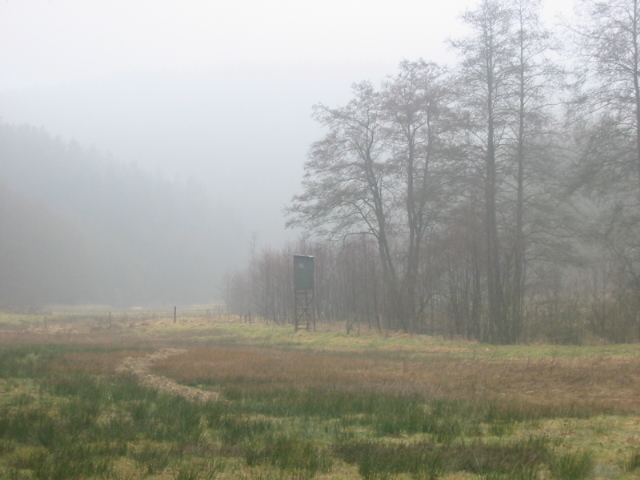
Blick durch das Plittersche-Tal nach Süden

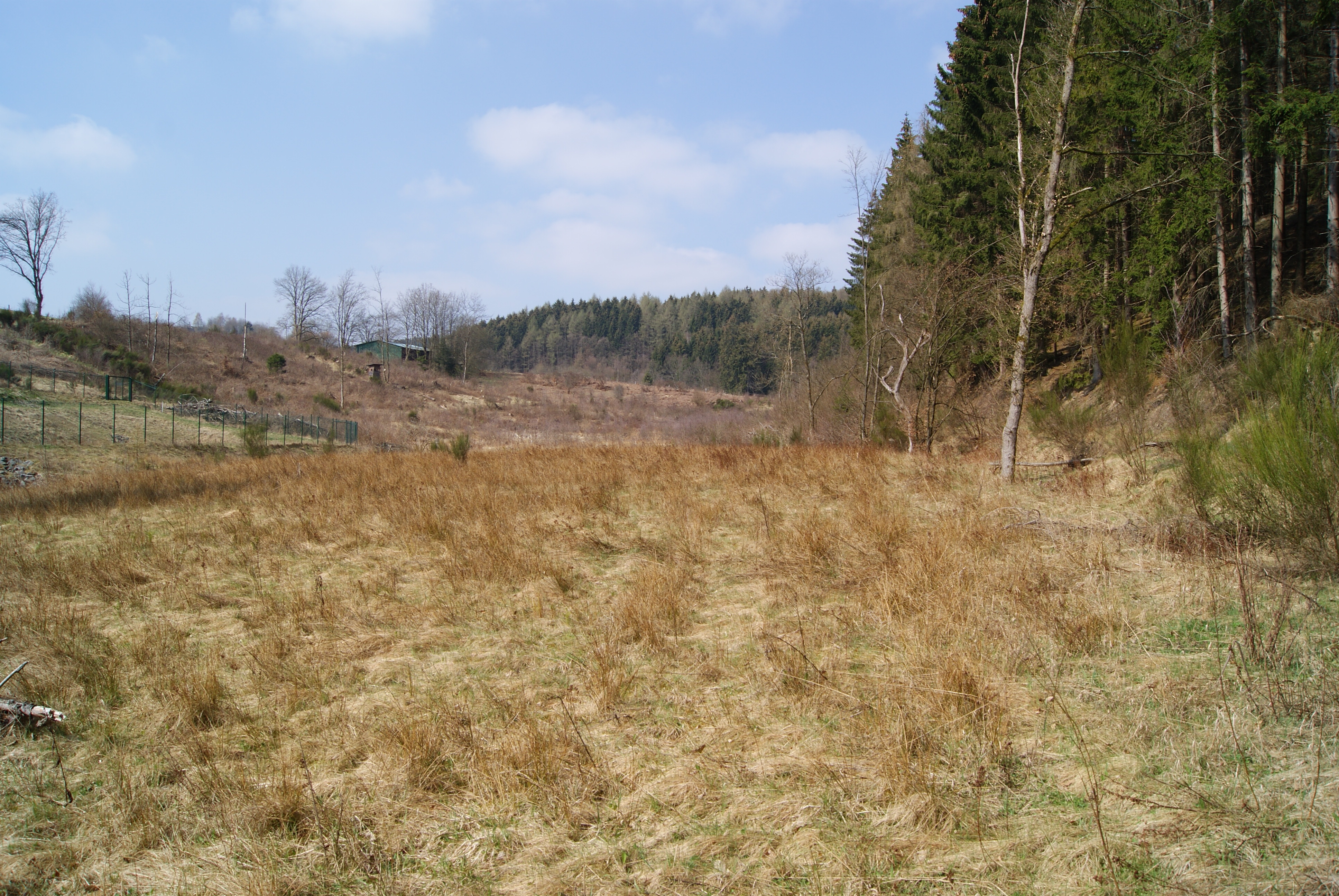
Blick nach Norden

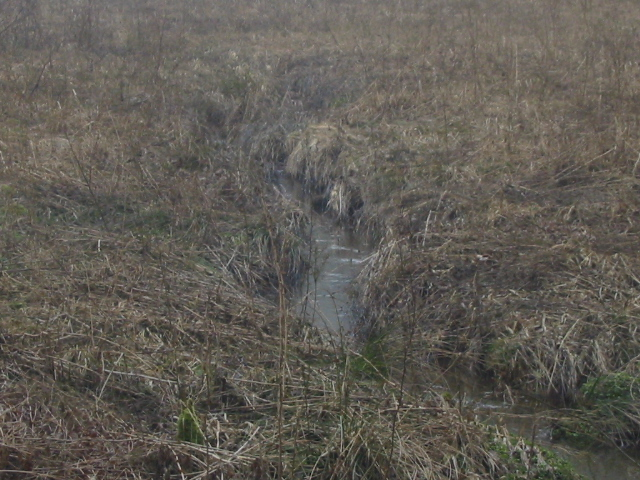
Die Plittersche

Das Naturschutzgebiet Plittersche ist ein Naturschutzgebiet in der Stadt Freudenberg im Siegerland (Gemarkung Freudenberg und Plittershagen). Es begleitet die Aue des namensgebenden Bachs Plittersche von der Quelle seines linken Quellbachs südöstlich Hohenhains bis zum Asdorfer Weiher unmittelbar oberhalb der Mündung in die Asdorf. Das 33,2 Hektar große Areal wurde am 18. Dezember 2003 durch die Untere Landschaftsbehörde und das Forstamt des Kreises Siegen-Wittgenstein unter Naturschutz gestellt.
Das Naturschutzgebiet erstreckt sich durch ein langgezogenes Tal, von den Plitterschequellen in Hohenhain, an den Orten Mausbach und Alte Heide vorbei bis nach Plittershagen. Im Nordosten grenzt es an das Naturschutzgebiet Seelbachs- und Eulbruchswald und im Süden an das Naturschutzgebiet Asdorfer Weiher. Das Schutzgebiet Plittersche besteht aus moorartigen Feuchtgebieten, Heidewiesen und der Plittersche im Mittelpunkt. Auf der östlichen Seite wird der Bach durchgängig von Wald (Nadel- und Laubwald) begleitet. Der Bachlauf ist natürlich und nicht von menschlicher Hand beeinflusst. Er wird kurz vor Plittershagen noch von zwei aus westlicher Richtung zufließenden Bächen genährt.
Der tiefste Punkt des Naturschutzgebiets liegt 275 m über NN, der höchste 400 m über NN.

## Flora und Fauna
Am Rand des Schutzgebietes liegt der Wald mit verschiedenen Baumarten, wie zum Beispiel Eichen (einige mit fast 180 cm Durchmesser), Buchen, Fichten und Birken. Im Schutzgebiet selbst sind Pflanzen wie Fieberklee, Schmalblättriges Wollgras, Faden-Binse, Sumpf-Blutaugen, Schachtelhalme und Silberweiden vertreten.
An Tieren finden sich an und in der Plittersche unter den Reptilien Ringelnatter, Blindschleiche und seltener auch die Waldeidechse. Zu den Amphibien in diesem Gebiet zählen Teichmolch und Grasfrosch. Die Gliederfüßer sind unter vielen anderen durch Blauflügel-Prachtlibelle, Wachtelweizen-Scheckenfalter und Wegerichbär vertreten.

## Ziele des Schutzgebietes
Ziele des Schutzgebietes sind vor allem Erhaltung der Strukturenvielfalt im Gebiet sowie der bedrohten und geschützten Tiere und Pflanzen. Des Weiteren sollen die vorliegenden Fichtenmonokulturen in naturnahen Laubwald umgewandelt werden.